# All England Lawn Tennis and Croquet Club

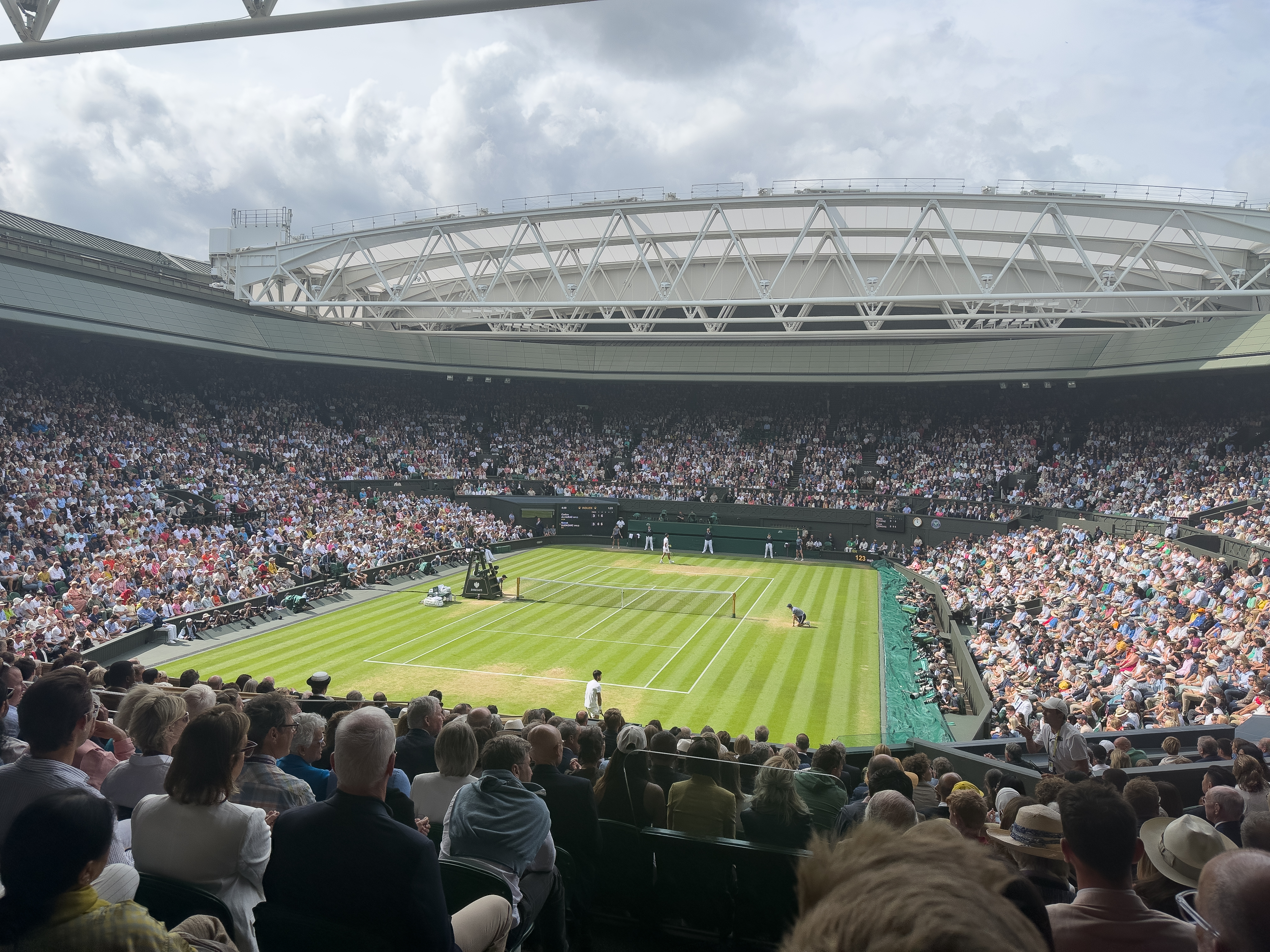
Het Centre Court in 2023

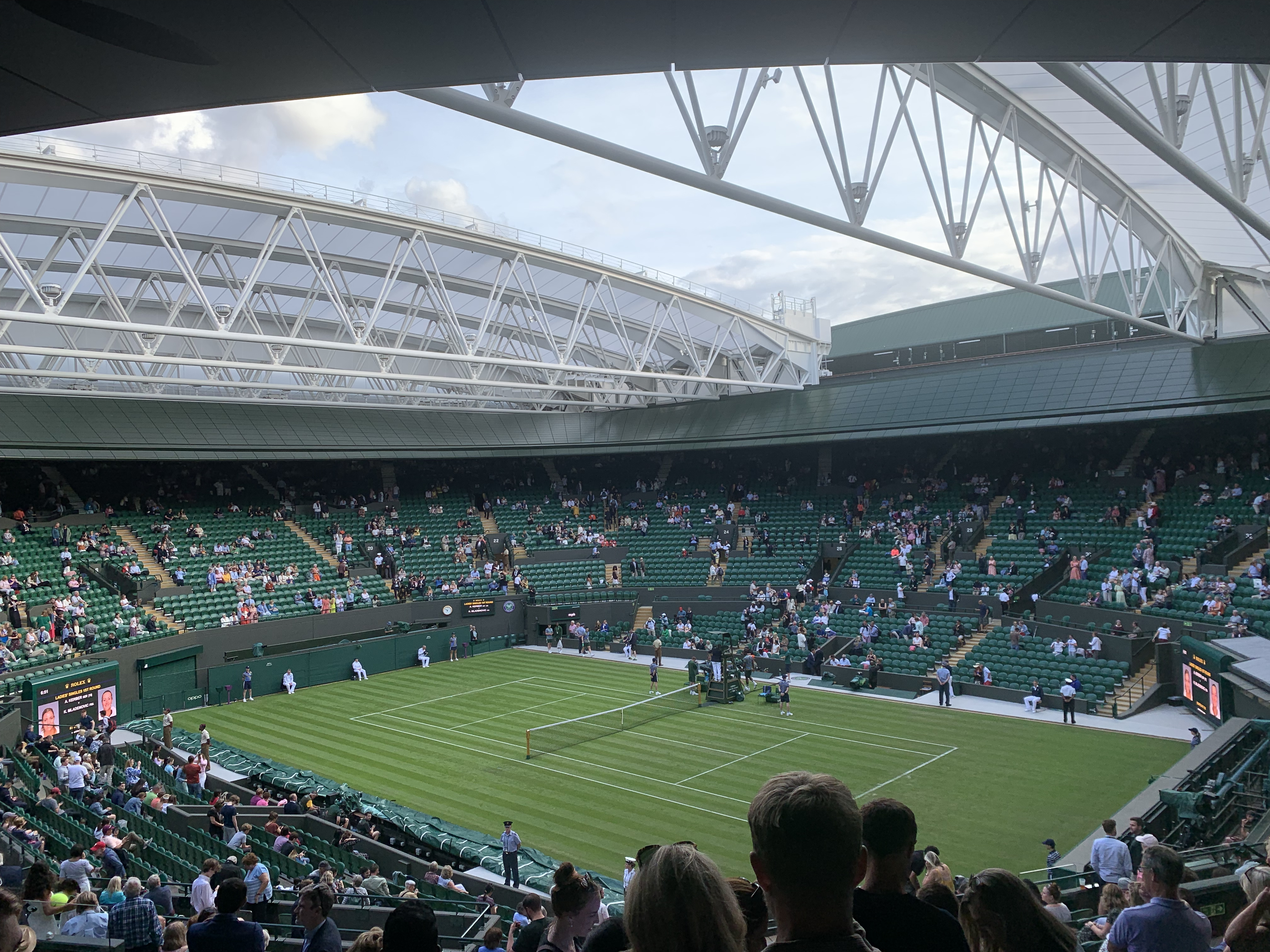
Het Court No. 1

De All England Lawn Tennis and Croquet Club (ook bekend als de All England Club of AELTC) is een privé tennisclub uit Wimbledon, Londen. Het staat het meest bekend om het enige grandslamtoernooi dat nog op gras wordt gehouden, namelijk Wimbledon. De club begon als een normale amateurvereniging, om uiteindelijk uit te groeien tot misschien wel het meest prestigieuze tennistoernooi ter wereld. Het toernooi is dan ook veel bekender dan de club. Jarenlang was president van de club de hertog van Kent. Hij reikte ook de prijzen uit aan de winnaars van het toernooi van Wimbledon van 1969 tot en met 2021.

## Geschiedenis
In 1868 werd de club opgericht toen de populariteit van croquet rijzende was. De club heette toen nog de All England Croquet Club'. Vanaf 1877 begon men met tennissen en werd de naam veranderd in All England Lawn Tennis and Croquet Club. In 1882 werd Croquet uit de naam verwijderd, omdat tennis nu de hoofdactiviteit was geworden. Zeven jaar later werd het toch weer toegevoegd, vanwege sentimentele redenen.
Rond de eeuwwisseling had Wimbledon zich ontwikkeld tot een populair en volwaardig internationaal toernooi. In 1922 werd er aan de Church Road een nieuw tenniscomplex voor 14.000 toeschouwers gebouwd, wat de groei en populariteit van het toernooi heeft bevorderd.
In 2012 heeft op de club het onderdeel tennis plaatsgevonden van de Olympische Zomerspelen; ruim een eeuw eerder op de Olympische Zomerspelen 1908 was dat ook het geval.

## Leden
De club kent vijf soorten leden:
a. Full Members (volwaardige leden)

b. Life Members (levenslange leden)

c. Honorary Members (ereleden)

d. Temporary Members (tijdelijke leden)

e. Junior Temporary Members (junioren tijdelijke leden)
De leden onder a, b en c zijn beperkt tot een maximum van in totaal 500. Ereleden bestaan uit voormalige enkelspelwinnaars, overige eminente tennisspelers, weldoeners van de club of The Championships, of andere mensen die een belangrijke bijdrage hebben geleverd aan tennis. Tijdelijke leden worden van jaar tot jaar gekozen en zijn over het algemeen actieve spelers die regelmatig gebruik maken van de Club en tijdens hun lidmaatschap aan clubwedstrijden deelnemen. Elk jaar worden 100 tijdelijke leden gekozen.
Eén van de eminente leden is de Britse tennisspeelster Emma Raducanu, die in 2021 op haar achttiende de US Open op haar naam wist te schrijven, en daarmee als jongste lid van de AELTC werd toegelaten. 
Het lidgeld bedraag ca. 100 pond per jaar. De leden hebben het voorrecht om de beste zitplaatsen te kopen bij The Wimbledon Championships. De wachtlijst om lid te worden van de club, is ongeveer negen jaar.